# Ofer Cassif

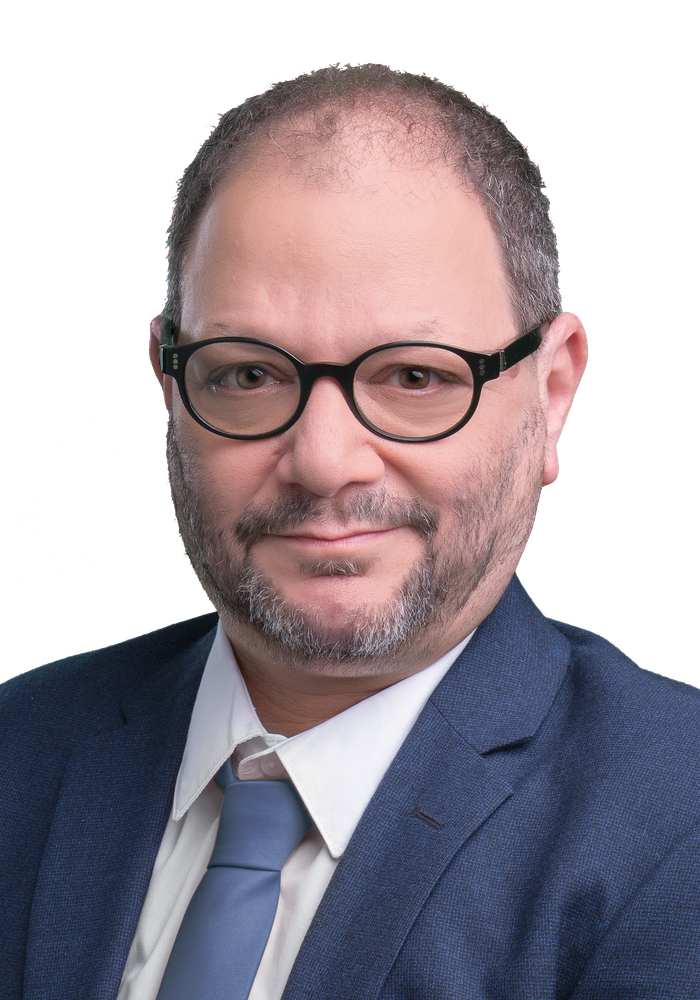
Ofer Cassif (2021)

Ofer Cassif (hebräisch עֹופֶר כַּסִיף; * 25. Dezember 1964 in Rischon LeZion) ist ein linker israelischer Politiker. Er vertritt die Partei Chadasch seit April 2019 in der Knesset.

## Leben
Cassif wurde in Rischon LeZion geboren. Er besuchte das Reali Gymnasium, wo er mit dem späteren Meretz-Politiker Nitzan Horowitz befreundet war. Nachdem er in einem Mapai-unterstützenden Haushalt aufgewachsen war, trat Cassif in seiner Jugend der Jugendorganisation der linken Partei Scheli sowie der Organisation bei.
Cassif diente in den Israelischen Verteidigungsstreitkräften in der Nachal-Brigade. Während der Ersten Intifada wurde er als Wehrdienstverweigerer vier Mal inhaftiert.
Nach Abschluss seines Militärdienstes studierte Cassif Politikwissenschaft und Philosophie an der Hebräischen Universität Jerusalem. Er erlangte einen PhD in Politischer Philosophie an der London School of Economics and Political Science mit einer Arbeit mit dem Titel On nationalism and democracy: A Marxist examination und schloss ein Postdoc-Stipendium an der Columbia University ab. Vor seiner Wahl in die Knesset lehrte er Politikwissenschaft an der Hebräischen Universität Jerusalem, dem Sapir Academic College und dem Academic College Tel Aviv Yaffo.
Cassif ist Jude. Er ist verheiratet, hat einen Sohn und lebt in Rehovot.

## Politische Laufbahn
Während seines Studiums an der Hebräischen Universität Jerusalem engagierte sich Cassif als Antikriegsaktivist und arbeitete als parlamentarischer Mitarbeiter für den Chadasch-Abgeordneten Meir Vilner. 1988 trat er der Kommunistischen Partei Israels bei.
Bei der israelischen Parlamentswahl im April 2019 trat Cassif auf der gemeinsamen Liste der Parteien Chadasch und Ta'al an. Im März 2019 wurde er vom Zentralen Wahlkomitee von seiner Kandidatur disqualifiziert. Verwiesen wurde dabei auf als provokativ empfundene Aussagen Cassifs, unter anderen die Bezeichnung der rechten Politikerin Ajelet Schaked als „Neo-Nazi-Abschaum“. Das Oberste Gericht Israels hob diese Entscheidung auf und erlaubte damit seine Kandidatur. Cassif zog in die Knesset ein, nachdem das Bündnis aus Chadasch und Ta'al sechs Sitze gewonnen hatte. Er wurde anschließend bei den Knesset-Wahlen im September 2019, 2020, 2021 und 2022 wiedergewählt.

Im April 2021 wurde Cassif dabei gefilmt, wie er von der Polizei während eines Protests gegen Räumungen und israelische Siedlungen im Ostjerusalemer Stadtteils Scheich Dscharrah angegriffen wurde. Politiker über das politische Spektrum hinweg, darunter Ahmad Tibi, Yariv Levin und Gideon Sa'ar, verurteilten den Vorfall. Gegen Cassif wurde ermittelt, weil er angeblich einen Polizisten zuerst angegriffen haben soll.

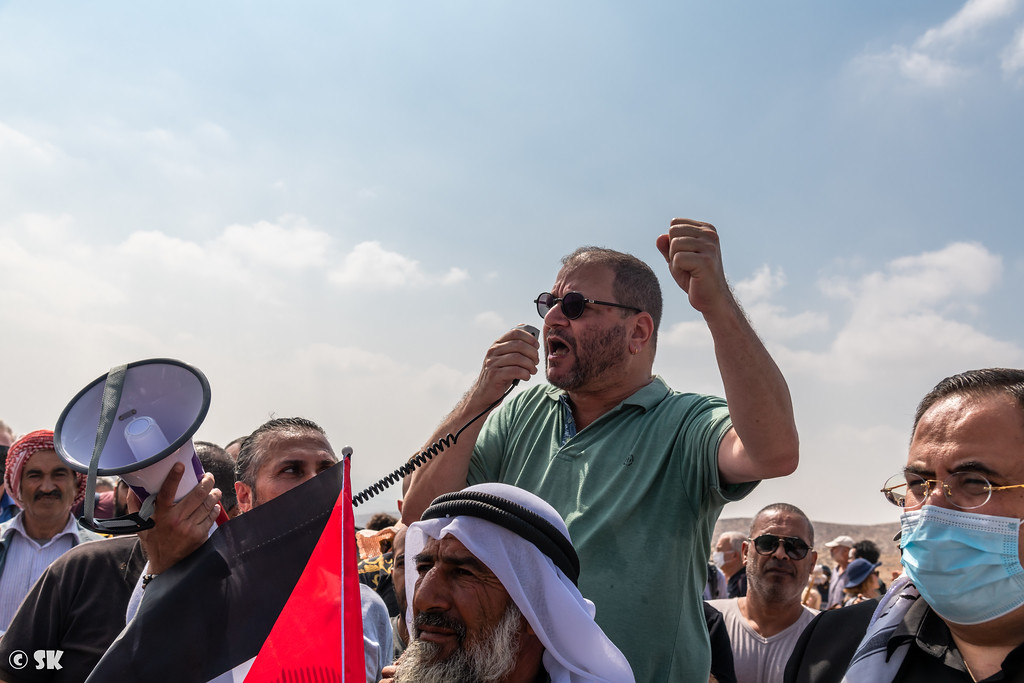
Ofer Cassif während einer Demonstration in At-Tuwani, Oktober 2021.

Cassif bezeichnete sich als einen Antizionisten. In einem Interview mit der Zeitung Haaretz sagte er: „Ich lehne die Ideologie und Praxis des Zionismus ab … es ist eine rassistische Ideologie und Praxis, die jüdische Vorherrschaft propagiert.“
Am 8. Oktober, kurz nach dem Terrorangriff der Hamas auf Israel und Beginn des Krieges in Israel und Gaza, äußerte Cassif in einem Interview mit Al Jazeera, seine Partei habe gewarnt, dass die fortgesetzte israelische Besetzung palästinensischer Gebiete zu einem solchen Konflikt führen würde. Er nannte die israelische Regierung „faschistisch“ und beschuldigte sie, Pogrome und ethnische Säuberungen gegen Palästinenser durchzuführen. Äußerungen Cassifs zum Krieg in Israel und Gaza führten zu einer 45-tägigen Suspendierung durch das Ethikkomitee der Knesset, was er als „einen weiteren Nagel im Sarg der Freiheit der politischen Meinungsäußerung“ bezeichnete.
Am 7. Januar 2024 kündigte Cassif seine Absicht an, sich Südafrika in seinem auf der Grundlage der Völkermordkonvention vor dem IGH eingeleiteten Gerichtsverfahren gegen Israel anzuschließen. Er sagte dazu:

„Meine verfassungsmäßige Pflicht gilt der israelischen Gesellschaft und all ihren Bewohnern, nicht einer Regierung, deren Mitglieder und ihre Koalition zu ethnischer Säuberung und sogar zu Völkermord aufrufen. Sie sind diejenigen, die dem Land und den Menschen schaden, sie sind diejenigen, die Südafrika dazu gebracht haben, sich an Den Haag zu wenden, nicht ich und meine Freunde.“

Als Reaktion auf seine Unterstützung des IGH-Verfahrens unterzeichneten 85 der 120 Mitglieder der Knesset eine Petition zum Ausschluss Cassifs aus dem Parlament und warfen ihm Verrat vor. Am 19. Februar 2024 wurde über die Maßnahme abgestimmt und Cassif entging nur knapp dem Ausschluss.
Im November 2024 suspendierte das Ethikkomitee der Knesset Cassif für sechs Monate von Plenar- und Ausschusssitzungen und erlaubte ihm lediglich die Teilnahme an Abstimmungen. Darüber hinaus behielt das Komitee zwei Wochen lang sein Gehalt ein. Die Suspendierung erfolgte aufgrund eines Tweets von Cassif, in dem er Palästinenser, die in Dschenin gegen die israelische Armee kämpfen, als „Freiheitskämpfer“ bezeichnete und seiner anhaltenden öffentlichen Unterstützung für Südafrikas Völkermordklage gegen Israel.